# Пруси (Новоржевський район)
Пруси (рос. Прусы) — присілок в Новоржевському районі Псковської області Російської Федерації.
Населення становить 6 осіб. Входить до складу муніципального утворення Вехнянська волость.

## Історія
Від 2015 року входить до складу муніципального утворення Вехнянська волость.

## Населення
| 2002 | 2010 |
| ---- | ---- |
| 5    | ↗6   |